# Cosmos: A Personal Voyage
Cosmos: A Personal Voyage er en amerikansk produceret dokumentarserie i 13 episoder, skrevet af Carl Sagan, Ann Druyan, og Steven Soter, med Carl Sagan som vært. Den blev produceret af PBS i 1980 og er siden blevet set af mere end 600 mio. tv-seere verden over. Cosmos omhandler universet med særlig fokus på muligheden for liv i rummet og udforskningen af menneskets plads i universet igennem tiderne. Cosmos blev udgivet i en remastered Dvdudgave i 2000. Den 5. august 2011 blev det meddelt, at Neil deGrasse Tyson skulle være vært på en ny efterfølger til den videnskabelige serie.

## Afsnit
- 1. "The Shores of the Cosmic Ocean" – Ved randen af rummet.
  - En generel indføring i vores plads i tid og rum.
- 2. "One Voice in the Cosmic Fugue" – At lede efter liv.
  - Evolution.
- 3. "The Harmony of the Worlds" – Harmoniske kredsløb.
  - Johannes Kepler og Tycho Brahe.
- 4. "Heaven and Hell" – Himmel og helvede.
  - Faren for asteroidenedslag, udforskningen af Venus.
- 5 "Blues for a Red Planet" – Blues for en rød planet.
  - Udforskningen af Mars.
- 6. "Travellers' Tales" – En rejsende fortæller.
  - Renæssancens opdagelsesrejsende og Voyager 2.
- 7. "The Backbone of Night" – Mælkevejen – rygraden i mørket.
  - Hvad er Mælkevejen?
- 8. "Journeys in Space and Time" – Rejser i tid og rum.
  - Leonardo da Vinci og Albert Einstein.
- 9. "The Lives of the Stars" – Stjernerne fødes og dør.
  - Atomer, googol og stjerneudvikling.
- 10. "The Edge of Forever" – På evighedens tærskel.
  - Big Bang og sorte huller.
- 11. "The Persistence of Memory" – God og bedre hukommelse.
  - Hvaler og udviklingen af hjernen.
- 12. "Encyclopaedia Galactica" – Encyclopedia Galactica.
  - Hieroglyffer, ufoer og SETI.
- 13. "Who Speaks for Earth?" – Hvem taler Jordens sag?
  - Møder mellem fremmede civilisationer (La Pérouse contra Aztekerne).